# Philosophie des Unbewusstent
Philosophie des Unbewusstent (Filosofia de l'inconscient: resultats especulatius segons el mètode d'inducció de les ciències físiques) és un llibre del 1869 del filòsof Eduard von Hartmann. Com a culminació de les especulacions i troballes de la filosofia romàntica alemanya en els primers dos terços del segle xix, la Filosofia de l'inconscient es va fer famosa. Fins al 1882, va aparéixer en nou edicions. Una traducció a l'anglés de tres volums se'n publicà el 1884. El treball influiria en les teories de l'inconscient de Sigmund Freud i Carl Jung.

## Acollida
Filosofia de l'inconscient es va traduir de l'alemany al francés i a l'anglés, i va tenir moltes edicions en els tres idiomes, i això va exercir una gran influència en la cultura europea i ajudà al fet que la idea de l'inconscient fos familiar i acceptada a la fi del segle xix. L'obra fou molt llegida. La filosofia de l'inconscient fou rebatuda en la Psicologia des d'un punt de vista empíric (1874) del filòsof Franz Brentano, que va comentar que la definició de consciència de Hartmann potser es referia a "una cosa purament imaginària" i no estava pas d'acord amb la seua definició de consciència.
Friedrich Nietzsche qualificà l'obra de Hartmann com una "filosofia de la ironia inconscient", en Sobre l'ús i abús de la història per a la vida, un dels assaigs inclosos en Consideracions intempestives (1876). En mots de Nietzsche: "Pren una balança i posa l'"Inconscient" de Hartmann en un dels platerets, i el seu "Procés del món" en l'altre. Hi ha qui creu que pesen el mateix; perquè en cada plateret hi ha una mala paraula i un bon acudit.”
S'ha considerat que el treball de Hartmann prepara el camí per a la posterior teoria de l'inconscient de Freud. Freud consultà la Filosofia de l'inconscient mentre escrivia La interpretació dels somnis (1899), en què anomenà a Hartmann el més ferm oponent de la teoria que els somnis són desigs complerts. El filòsof Hans Vaihinger rebé també influència d'aquesta obra, i relata en la Filosofia del "com si" (1911) com el dugué a Schopenhauer. El psiquiatre Henri Ellenberger escriu en El descobriment de l'inconscient (1970) que el principal interés de l'obra de Hartmann no són les seues teories filosòfiques, sinó la riquesa del seu material de suport.
El psicòleg Hans Eysenck escriu en Decline and Fall of the Freudian Empire (1985) que la versió de l'inconscient de Hartmann és molt semblant a la de Freud. El filòsof Roger Scruton qualifica en Desig sexual (1986) la Filosofia de l'inconscient com el "primer gran tractat" sobre l'inconscient. Dona crèdit a Hartmann per fer una descripció "astuta i vigorosa" del desig sexual; el considera, però, incapaç d'explicar-ne la intencionalitat. John Kerr escriu que les idees de Hartmann sobre "destrucció i transformació" són paral·leles a les de la psicoanalista Sabina Spielrein. El poeta italià Giovanni Pascoli fou influenciat per la Filosofia de l'inconscient en el seu programa poètic, Il fanciullino (El xiquet, 1897).